# 三遊亭丈二
三遊亭 丈二（さんゆうてい じょうじ、1971年4月16日 - ）は落語協会所属の落語家。出囃子は「すががき」。本名∶福岡 昌基。紋は「高崎扇」・「三ツ組橘」。

## 経歴
1990年10月、三遊亭圓丈に入門。12月に正式な前座となり「小田原丈」と名乗る。本人は神奈川県川崎市生まれで小田原に特に所縁はない。
1994年5月、三遊亭金太と共に二ツ目昇進。1995年7月より上方に短期間修行に出る。
2005年9月に三遊亭金也、橘家圓十郎、三代目桃月庵白酒、林家すい平（後廃業）と共に真打昇進、「丈二」と改名。

## 人物
神奈川県立生田東高等学校卒業。高校は、泳ぎが苦手なのでプールの無い学校を選んで受験した。
バーテンダーの資格を持ち、全生庵の圓朝まつりでは手作りカクテルを提供。
カワイイもの好きでも有名。落語は新作落語が中心。

## 芸歴
- 1990年
  - 10月 - 三遊亭圓丈に入門。
  - 12月 - 前座となる、前座名「小田原丈」。
- 1994年5月 - 二ツ目昇進。
- 2005年9月 - 真打昇進、「丈二」と改名。

## 落語以外の活動・資格
- 「小倉智昭の夕焼けアタックル」（文化放送）
- 「至芸笑芸あたり芸」（NHKラジオ）
- 「土曜、いい朝こあさクン」（ニッポン放送）
- 珠算1級
- 茶道（裏千家）
- カラーコーディネーター2級
- 社団法人日本バーテンダー協会所属

## 主な新作落語
- 『象牙密売人』
- 『マクドナルト』
- 『カフカ的虚無僧』
- 『薄めの地下鉄』
- 『吉田さん増殖』
- 『THE HUNTOUCHABLES』
- 『胸ポケットリターンズ』
- 『血液型』
- 『極道のバイト達』
- 『1パーミルの恋人』
- 『公家でおじゃる』
- 『レンタル・ヒデオ』
- 『リサイクル課長』
- 『必殺指圧人』

他